# Lasiurus castaneus
Lasiurus castaneus — вид рукокрилих, родини Лиликові. 

## Поширення, поведінка
Країни проживання: Бразилія, Коста-Рика, Панама. 